# ليون رود
ليون رود (بالألمانية: Leon Rohde)‏ هو دراج على المضمار ألماني، ولد في 10 مايو 1995 في ألتونه في ألمانيا.

## وصلات خارجية
- ليون رود على موقع الاتحاد الدولي للدراجات (الإنجليزية)
- ليون رود على موقع أرشيف الدراجات (الإنجليزية)
- ليون رود على موقع إحصائيات الدراجات الإحترافية (الإنجليزية)
- ليون رود على موقع نسبة الدراجات (الإنجليزية)
- ليون رود على موقع CycleBase (الإنجليزية)
- ليون رود على موقع أوليمبيديا (الإنجليزية)
- ليون رود على موقع اللجنة الأولمبية الألمانية (الألمانية)